# Винтилэ, Елена
Елена Винтилэ (рум. Elena Vintilă; род. 27 января 1946, Тимишоара), в девичестве Васи (рум. Vasi) — румынская легкоатлетка, специалистка по прыжкам в длину и многоборьям. Выступала за сборную Румынии по лёгкой атлетике в 1966—1976 годах, обладательница серебряной медали Всемирной Универсиады, чемпионка Балкан, участница двух летних Олимпийских игр.

## Биография
Елена Винтилэ родилась 27 января 1946 года в городе Тимишоара, жудец Тимиш. Занималась лёгкой атлетикой в Бухаресте, проходила подготовку в столичном спортивном клубе «Динамо».
Впервые заявила о себе на международном уровне в сезоне 1966 года, когда вошла в состав румынской сборной и выступила на чемпионате Европы в Будапеште — в прыжках в длину не смогла преодолеть предварительный квалификационный этап, тогда как в зачёте пятиборья заняла 14-е место.
Будучи студенткой, в 1970 году представляла Румынию на Всемирной Универсиаде в Турине, где завоевала серебряную награду в прыжках в длину, уступив в финале только западногерманской спортсменке Хайде Розендаль, а в пятиборье досрочно завершила выступление.
В 1972 году прыгала в длину на чемпионате Европы в помещении в Гренобле, с результатом 6,26 стала шестой. Также в этом сезоне установила свой личный рекорд в пятиборье, набрав в сумме 4331 очко. Благодаря череде успешных выступлений удостоилась права защищать честь страны на летних Олимпийских играх в Мюнхене — в прыжках в длину с результатом 6,13 заняла в финале последнее 14-е место, в то время как в пятиборье набрала 4199 очков, закрыв двадцатку сильнейших.
В 1976 году в прыжках в длину отметилась победами на международных турнирах в Будапеште и Афинах, была лучшей на чемпионат Балкан в Целе, установила личный рекорд — 6,50 метра. Принимала участие в Олимпийских играх в Монреале — в финале прыгнула на 6,38 метра, расположившись в итоговом протоколе соревнований на восьмой строке.
Впоследствии больше не показывала сколько-нибудь значимых результатов в лёгкой атлетике на международной арене.